# Catedral de Santa María del Fiore
La basílica catedral metropolitana de Santa María de la Flor (en italiano: Cattedrale di Santa Maria del Fiore), es la sede episcopal (en italiano, duomo) de la arquidiócesis de Florencia, Italia. Es una de las obras maestras de la primera arquitectura renacentista del Renacimiento italiano.
Símbolo de la riqueza y del poder de la capital toscana durante los siglos XIII y siglo XIV, la catedral florentina es uno de los edificios más grandes de la cristiandad. Su nombre se refiere al lirio, símbolo de Florencia, o al antiguo nombre del pueblo llamado Fiorenza. Pero, por otra parte, un documento del siglo XV afirma que la «flor» se refiere a Cristo.
Destaca, de forma singular, la grandiosa cúpula, obra de Filippo Brunelleschi, una estructura isostática de 100 m de altura interior; 114,5 m de altura exterior; 45,5 m de diámetro exterior y 41 m de luz (diámetro interior) con la particularidad de que esta cúpula, en sí misma, anula los empujes horizontales para no transmitir al tambor que la sustenta prácticamente más cargas que las verticales correspondientes a su propio peso. A la cúpula hay que añadir el campanile de Giotto, un campanario independiente trazado por Giotto, de 84,70 m de altura, y el baptisterio de San Juan, con las famosas puertas de bronce de Ghiberti. El conjunto, formado por la iglesia, el campanario y el baptisterio, constituye una de las joyas artísticas y arquitectónicas de Florencia.
La basílica se encuentra dentro de la declaración del Centro histórico de Florencia como Patrimonio de la Humanidad por la UNESCO desde 1982.

## Historia

Vista lejana

La catedral fue levantada en el espacio que ocupó la antigua iglesia de Santa Reparata, impulsada su construcción por la magnificencia de las nuevas catedrales de Pisa y Siena.
Al final del siglo XIII, la iglesia de Santa Reparata, de nueve centurias, se derrumbaba, como lo atestiguan los documentos. Más aún, resultaba demasiado pequeña en un período de rápido crecimiento de la población. La próspera Florencia quería sobrepasar la grandiosidad de sus rivales toscanos, Pisa y Siena, con una iglesia magnífica, más grandiosa en tamaño y adornada más ricamente en el exterior. Esta catedral, cuando se terminó, resultó ser la más grande de Europa, con una capacidad para 30 000 personas. En la actualidad solo es superada, en tamaño, por la basílica de San Pedro en la Ciudad del Vaticano, la catedral de San Pablo en Londres, la catedral de Sevilla y la catedral de Milán.

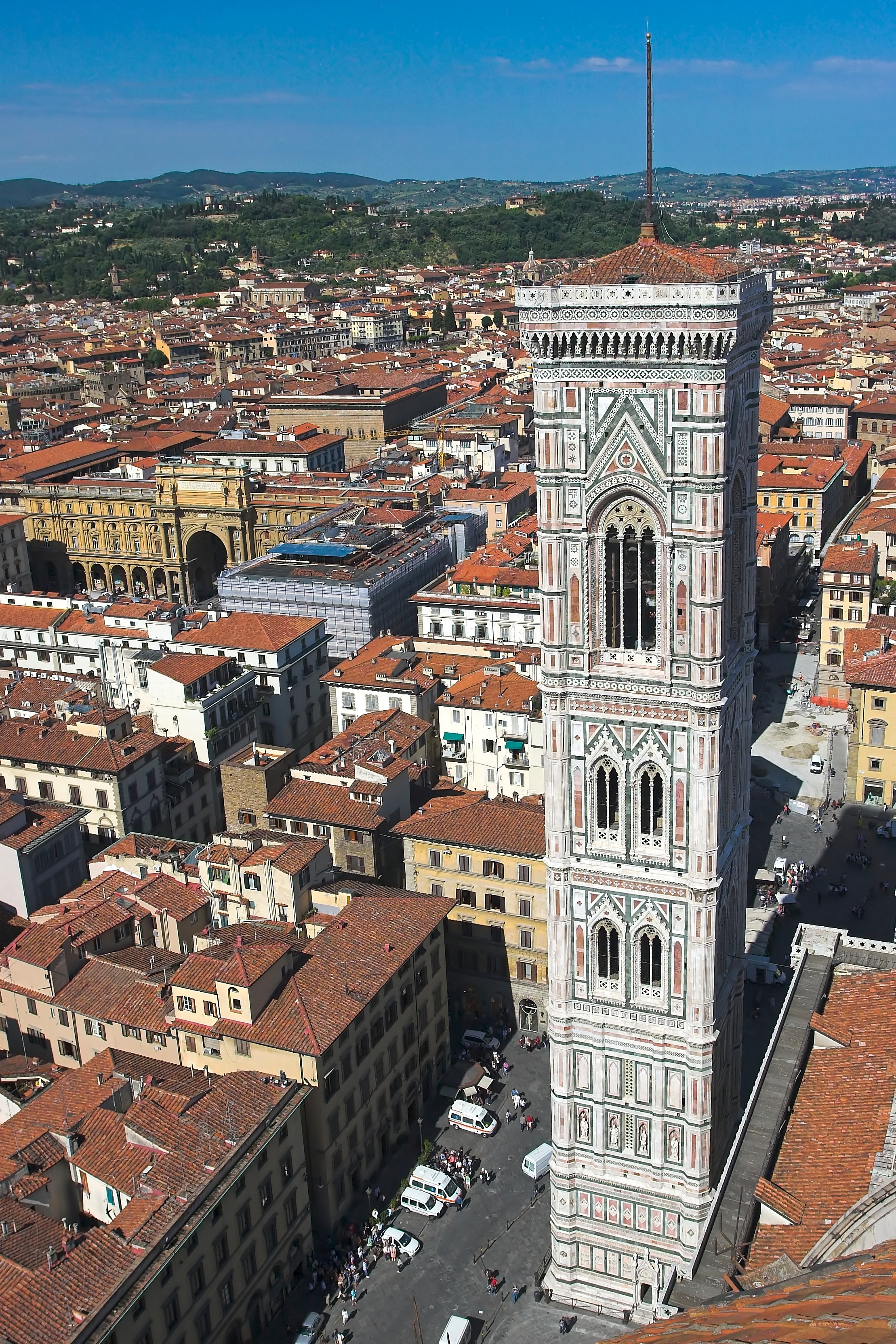
Campanario

La nueva iglesia fue diseñada por Arnolfo di Cambio en 1296 para ser el templo católico mayor del mundo (aunque su diseño fue alterado varias veces y más tarde reducido en tamaño). Arnolfo fue también el famoso arquitecto de la basílica de la Santa Cruz y el palazzo Vecchio. Diseñó tres anchas naves que morían bajo la cúpula octogonal, con la nave central cubriendo la superficie de Santa Reparata. La primera piedra fue puesta el 8 de septiembre de 1296 por el cardenal Valeriana, el primer nuncio papal enviado a Florencia. La realización de este vasto proyecto duraría 170 años, así como los esfuerzos colectivos de varias generaciones. Después de la muerte de Arnolfo, en 1302, el trabajo en la catedral se hizo más lento y llegó a suspenderse durante treinta años. La construcción recibió un ímpetu nuevo cuando las reliquias de san Zenobio fueron descubiertas en 1330 en Santa Reparata.
En 1331, el Arte della Lana (Gremio de los mercaderes de la lana) asumió el patronazgo exclusivo para la construcción de la catedral y, en 1334, nombraron a Giotto di Bondone como maestro de obras. Asistido por Andrea Pisano, continuó el diseño de Arnolfo di Cambio. Su triunfo mayor fue la construcción del campanile («campanario»), pero murió en 1337, dejando inacabada la obra. Andrea Pisano continuó con los trabajos hasta que estos tuvieron que abandonarse a causa de la Peste negra en 1348.
En 1355 se reemprenden los trabajos dentro de la catedral, llevados a cabo por una serie de arquitectos, entre los que cabe mencionar a Francesco Talenti, que acabó el campanario y amplió el proyecto con el ábside y las capillas laterales, pero no alteró el exterior. En 1359 le sucedió Giovanni di Lapo Ghini (1360-1369), que dividió la nave central en cuatro crujías cuadradas. Otros arquitectos fueron Alberto Arnoldi, Giovanni d'Ambrogio, Neri di Fioravante y Orcagna. En 1375 la vieja iglesia de Santa Reparata fue demolida. La nave se completó en 1380, quedando sin terminar, en 1418, la cúpula.
Las paredes están cubiertas por bandas alternadas en horizontal y vertical con mármoles multicolor: de Carrara (blanco), Prato (verde) y Siena (rojo). Estas bandas de mármol tenían que repetir las decoraciones del baptisterio y del campanario de Giotto. Hay dos puertas laterales, las Puertas de los Cardenales (sur) y la Puerta de los Mandorla (norte) con esculturas de Nanni di Banco, Donatello y Jacopo della Quercia. Las seis ventanas laterales, notables por su delicado trazado y adornos, están separadas por pilares. Solo las cuatro ventanas más cercanas al transepto dejan pasar la luz; las otras dos son simplemente ornamentales. Las ventanas del triforio son redondas, una característica común en el estilo ítalo-gótico. El pavimento de la iglesia fue cubierto con mármol en el siglo XVIII.
El 24 de diciembre de 1966, el papa Pablo VI realizó la misa del Gallo en esta catedral. En noviembre una inundación había afectado gravemente a la ciudad y se quiso homenajear así a los fallecidos y damnificados. 

## Cúpula

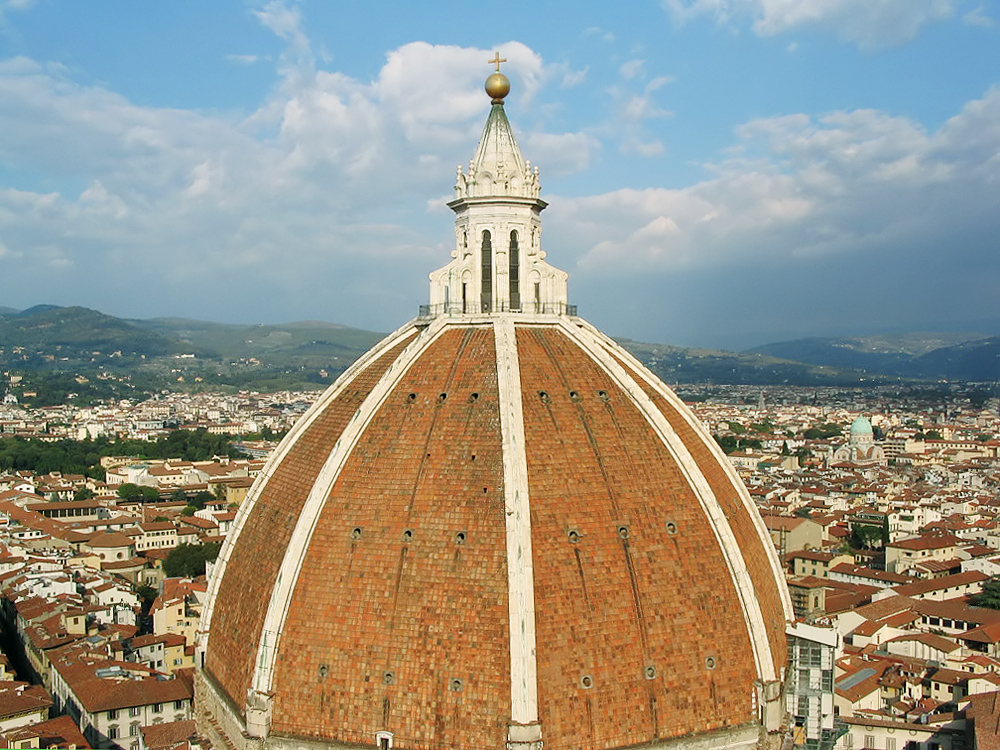
Cúpula

La cúpula, de 45,5 m de ancho, era originalmente una cúpula de madera construida por Filippo Brunelleschi. Construir una cúpula sobre el presbiterio conllevaba muchos problemas técnicos. Existía ya un modelo de ladrillo para la cúpula desde 1367 (como queda explicado en la Vida de Brunelleschi de Antonio Manetti, ca. 1480).
En 1418 tuvo lugar un concurso para diseñar una nueva cúpula (cupola en italiano) para la catedral. Los dos competidores más importantes eran Lorenzo Ghiberti (famoso por su labor en las «Puertas del Paraíso», en el baptisterio) y Filippo Brunelleschi.
Un desconocido arquitecto de la época llegó incluso a proponer que se llenara la catedral con tierra antes de levantar la cúpula a fin de construir la cúpula encima de la tierra moldeada (aún no se sabía de qué forma construir una cúpula con tanto peso y magnitud). Cuando se le preguntó cómo sacaría la tierra, se sugirió que la ciudad podría mezclar monedas con la tierra y los pobres, supuestamente, vaciarían la cúpula.
Brunelleschi se inspiró en la cúpula del "doble pared" o "doble casco" del Panteón de Roma. Con la ayuda de Donatello y Nanni di Banco construyó un modelo de madera y ladrillo (exhibido en el Museo de la Opera del Duomo). Brunelleschi ganó por poco. Su modelo sirvió como guía para los artistas, pero intencionadamente lo presentó incompleto con la finalidad de asegurar su control sobre la construcción.
Las soluciones del artista eran ingeniosas y sin precedentes como el peculiar diseño octogonal de doble casco: la cúpula se eleva sobre un tambor octogonal, lo que permitía que la cúpula entera fuera construida desde la superficie, sin necesidad de andamios, que suponían un elevado costo.
Esta enorme construcción pesa 37 toneladas métricas y contiene más de 4 millones de ladrillos. Brunelleschi hizo varios modelos y dibujos durante su construcción. Tuvo que inventar máquinas elevadoras especiales y grúas para izar las piedras grandes. Estas máquinas especialmente diseñadas y las brillantes técnicas de albañilería fueron las espectaculares contribuciones a la arquitectura de Brunelleschi. En la cúpula se utilizaron también refuerzos horizontales de tirantes de piedra y hierro, preparando el camino para las ideas de reforzamiento de hierro y acero que se utilizarían siglos después, como el caso del hormigón.
Pese a la resolución del concurso, ambos arquitectos fueron los encargados de llevar a cabo la obra. No hubo consenso. Ghiberti se burló de estos planos y los tildó de imposibles. Brunelleschi, profundamente ofendido, simuló una enfermedad y partió para Roma, dejando el proyecto en las manos de Ghiberti. Pero Ghiberti pronto se dio cuenta de que no estaba capacitado para llevar a cabo la obra por sí solo. En 1423 Brunelleschi regresó asumiendo la responsabilidad total de su construcción.

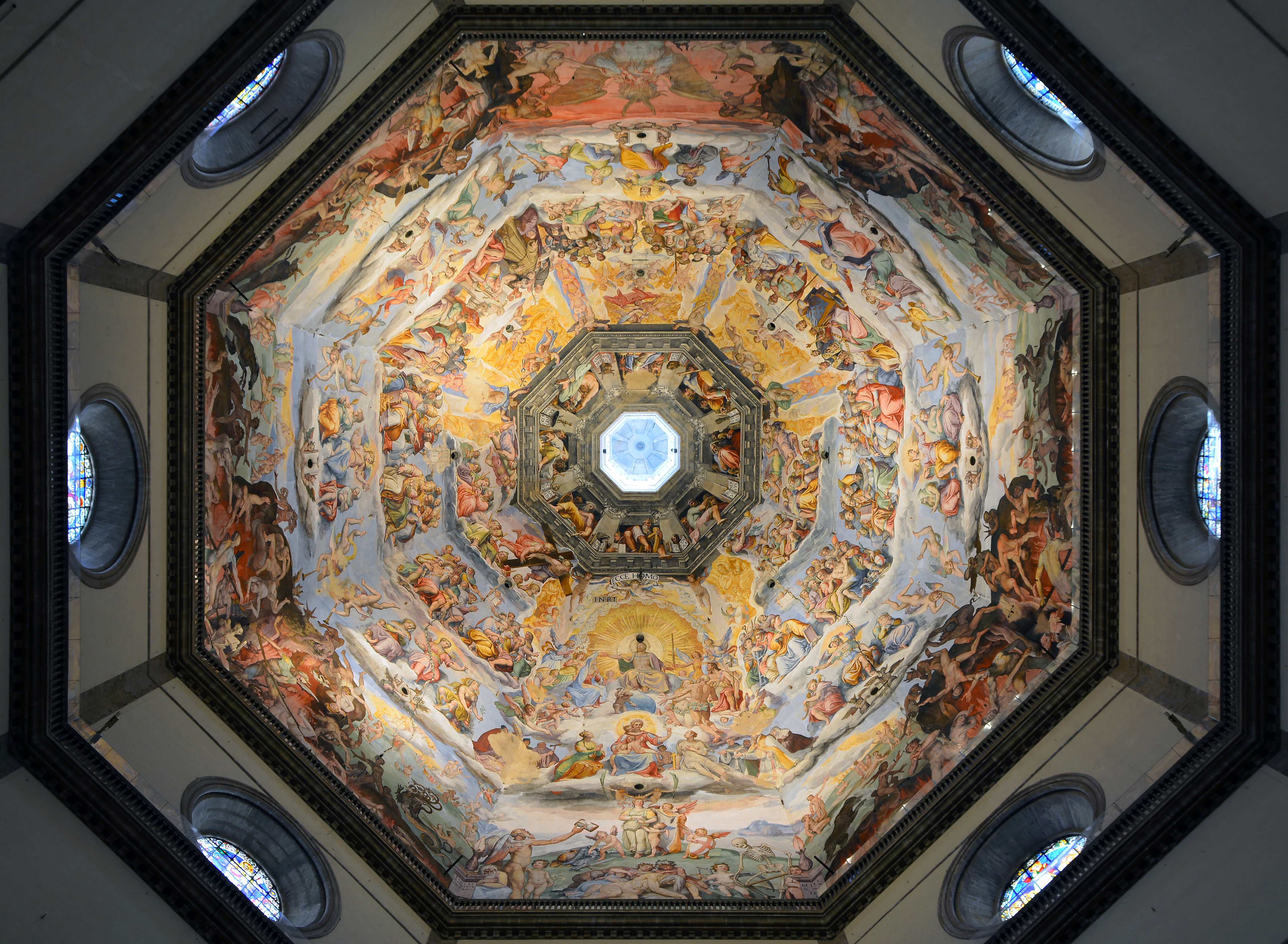
La cúpula vista desde el interior, con los frescos de Giorgio Vasari

El trabajo de la cúpula comenzó en 1420 y fue completado en 1436. La catedral fue consagrada por el papa Eugenio IV el 25 de marzo de 1436 (el primer día del año de acuerdo con el calendario florentino). Fue la primera cúpula octogonal en la historia que se construyó sin el soporte de un armazón de madera (el Panteón de Agripa fue construido entre 118 y 128 sin estructuras de soporte, pero se trata de una cúpula redonda) y fue la mayor cúpula construida entonces (todavía es la cúpula de albañilería más grande del mundo). Fue uno de los logros más espectaculares del Renacimiento.
La idea de Brunelleschi para coronar la cúpula con una gran linterna fue puesta en duda, dando lugar a otro concurso. Sus competidores fueron Lorenzo Ghiberti y Antonio Cachieri: Brunelleschi resultó ganador. Su diseño era para una linterna octogonal con ocho arbotantes en radio y ocho ventanas arqueadas (ahora exhibidas en el Museo de la Opera del Duomo). La construcción de la linterna se inició unos meses antes de su muerte, en 1446. Su construcción se ralentizó durante 25 años sin que su progreso fuera notable, debido a las intervenciones realizadas por varios arquitectos. Finalmente fue completada por su amigo Michelozzo en 1461. El tejado cónico fue rematado por Verrocchio en 1469, con una capa de cobre y una cruz que contenía reliquias. Este utilizó una grúa especialmente diseñada por Leonardo da Vinci. Esta última estructura supone una altura total de 114,5 m entre la cúpula y la linterna. La cubierta de cobre fue golpeada por un rayo el 17 de julio de 1600 y se cayó. Fue reemplazada por otra, aún más grande, dos años más tarde.
La decoración del tambor de la galería, realizada por Baccio d’Agnolo, nunca fue acabada porque fue desaprobada por Miguel Ángel.
La construcción de la catedral, empezada en 1296 con el diseño de Arnolfo di Cambio, fue acabada, pues, en 1469 por Verrocchio con el ciborio de cobre en la linterna. Pero la fachada principal aún estaba por completarse y seguiría así durante siglos.

## Fachada

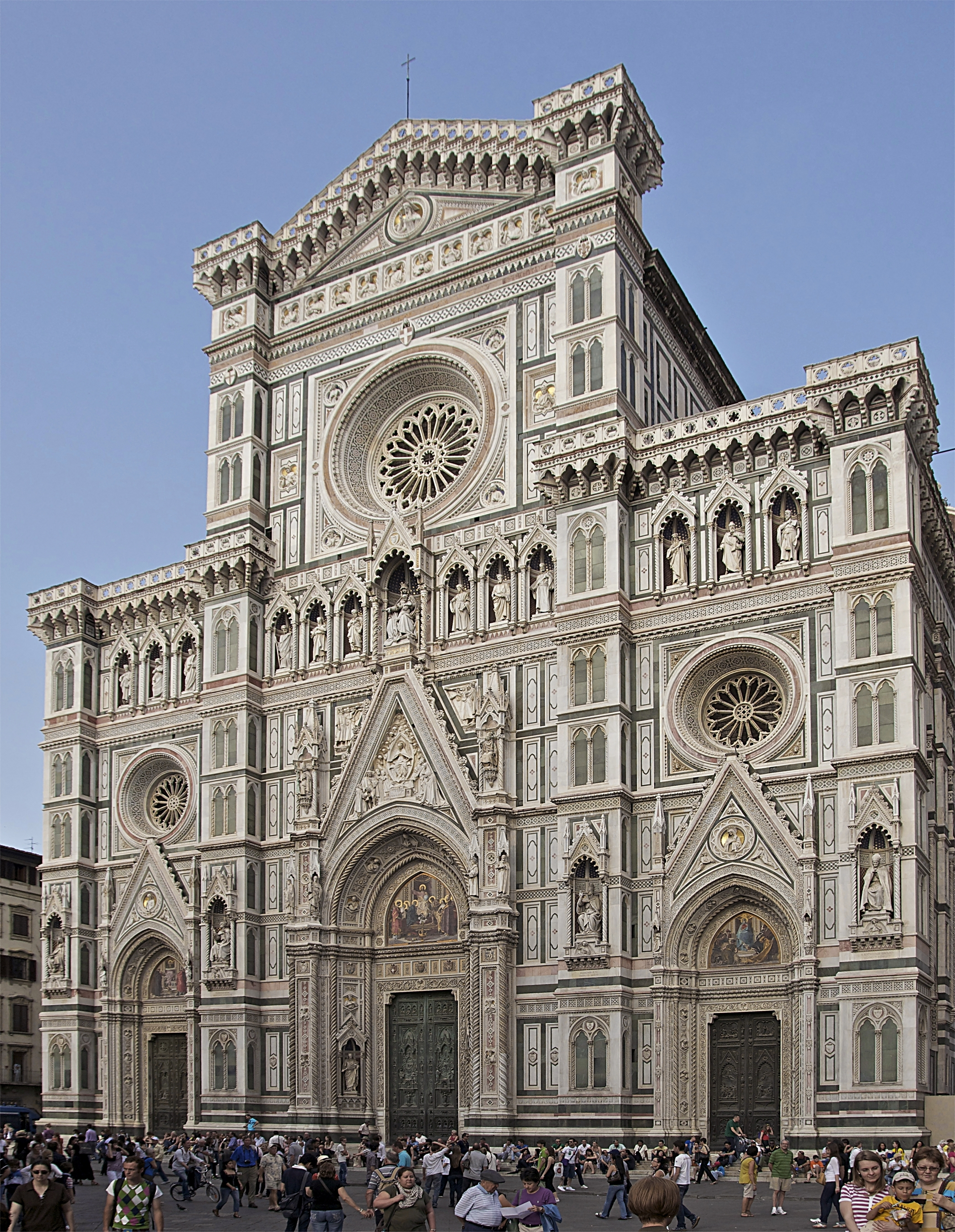
Fachada

La fachada original, diseñada por Arnolfo di Cambio y normalmente atribuida su construcción a Giotto, fue de hecho comenzada veinte años después de la muerte de Giotto. Un dibujo a pluma y tinta de mediados del siglo XV de la llamada fachada de Giotto se conserva en el Codex Rustici, así como el dibujo de Bernardino Poccetti de 1587, ambos exhibidos en el Museo de la Opera del Duomo. Esta primera fachada se debe al esfuerzo colectivo de varios artistas, entre ellos Andrea Orcagna y Taddeo Gaddi, y fue solo completada en su parte baja, después fue abandonada. En 1587-1588 el arquitecto de corte de los Médici, Bernardo Buontalenti, la demolió por orden del Gran Duque Francisco I de Médicis, ya que parecía no estar de moda en los tiempos del Renacimiento. Algunas de las esculturas originales se muestran en el Museo de la Ópera del Duomo, detrás de la catedral. Otras están ahora en el Museo de Berlín y en el Louvre. El concurso para una nueva fachada terminó con un gran escándalo de corrupción. El diseño de la fachada, en madera, de Buontalenti, está expuesto en el Museo de la Ópera del Duomo. Varios diseños nuevos fueron propuestos en años posteriores, pero los modelos (de Giovanni Antonio Dosio, Giovanni de Médici con Alessandro Pieroni y Giambologna) no fueron aceptados. La fachada se dejó, por tanto, descubierta hasta el siglo XIX.
En 1864 se abrió un concurso para diseñar una fachada nueva y resultó ganador Emilio De Fabris (1808-1883) en 1871. El trabajo comenzó en 1876 y se terminó en 1887. Esta fachada neogótica en mármoles blancos, verdes y rosas forma una unidad en armonía con la catedral, el campanario de Giotto y el baptisterio.
La fachada entera está dedicada a María, madre de Cristo y patrona de la catedral.
La construcción de las tres puertas de bronce se llevó a cabo de 1899 a 1903. Están adornadas con escenas de la vida de la Virgen. Los mosaicos de los tímpanos de las puertas fueron diseñados por Niccoló Barabino. Representan (de izquierda a derecha): La Caridad entre los fundadores de instituciones filantrópicas florentinas, Cristo en el trono con María y Juan Bautista; Artesanos florentinos y Mercaderes y humanistas rindiendo homenaje a la Fe. El frontispicio encima del portal central contiene un medio relieve de Tito Sarrocchi y representa a María entronizada empuñando un cetro floreado.
Encima de la fachada se abren una serie de nichos con los doce Apóstoles y, en el centro, la Virgen con el Niño. Entre el rosetón y el tímpano, hay una galería con los bustos de grandes artistas florentinos.

## Interior

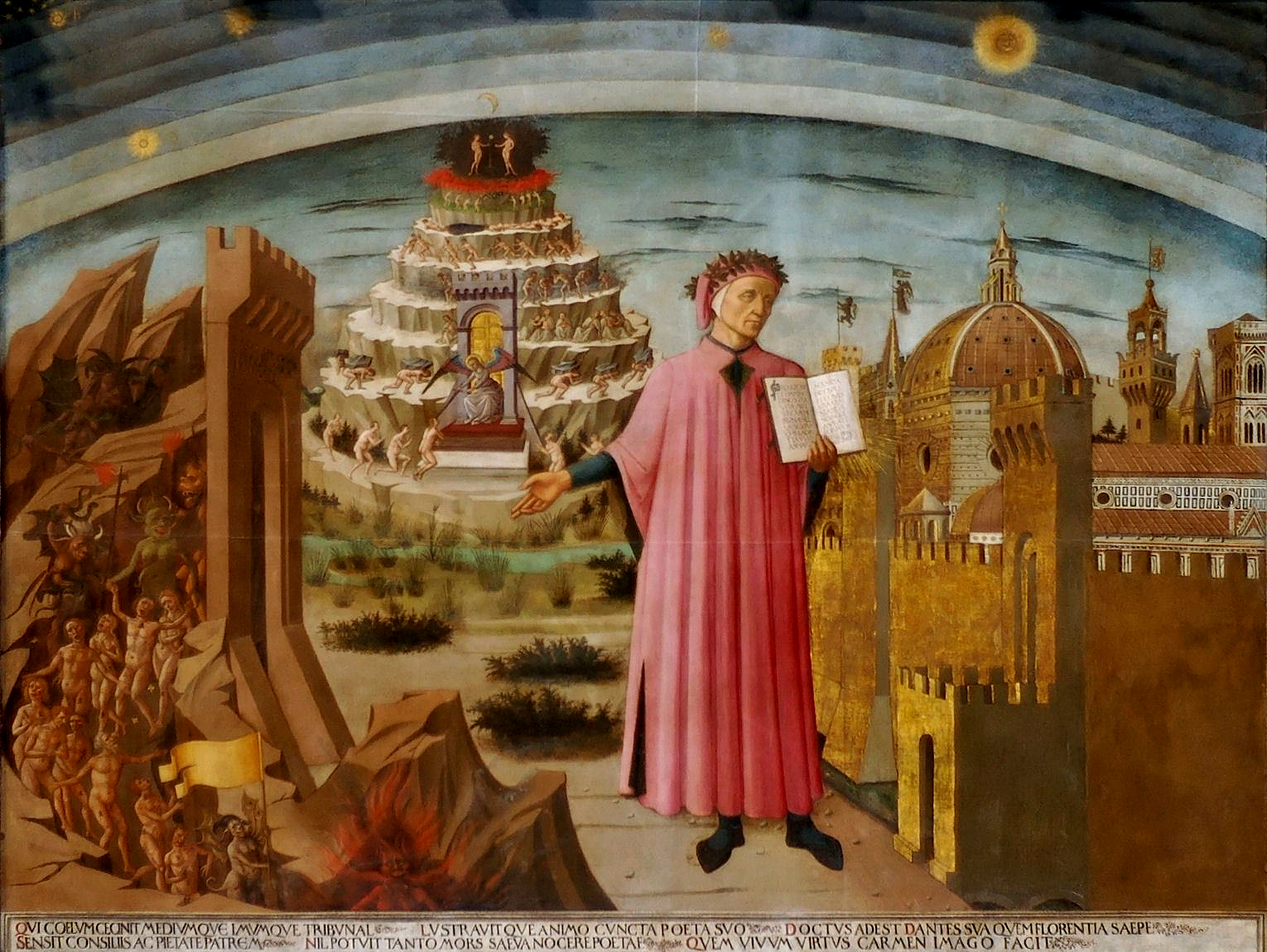
Dante y la Divina Comedia, por Domenico di Michelino

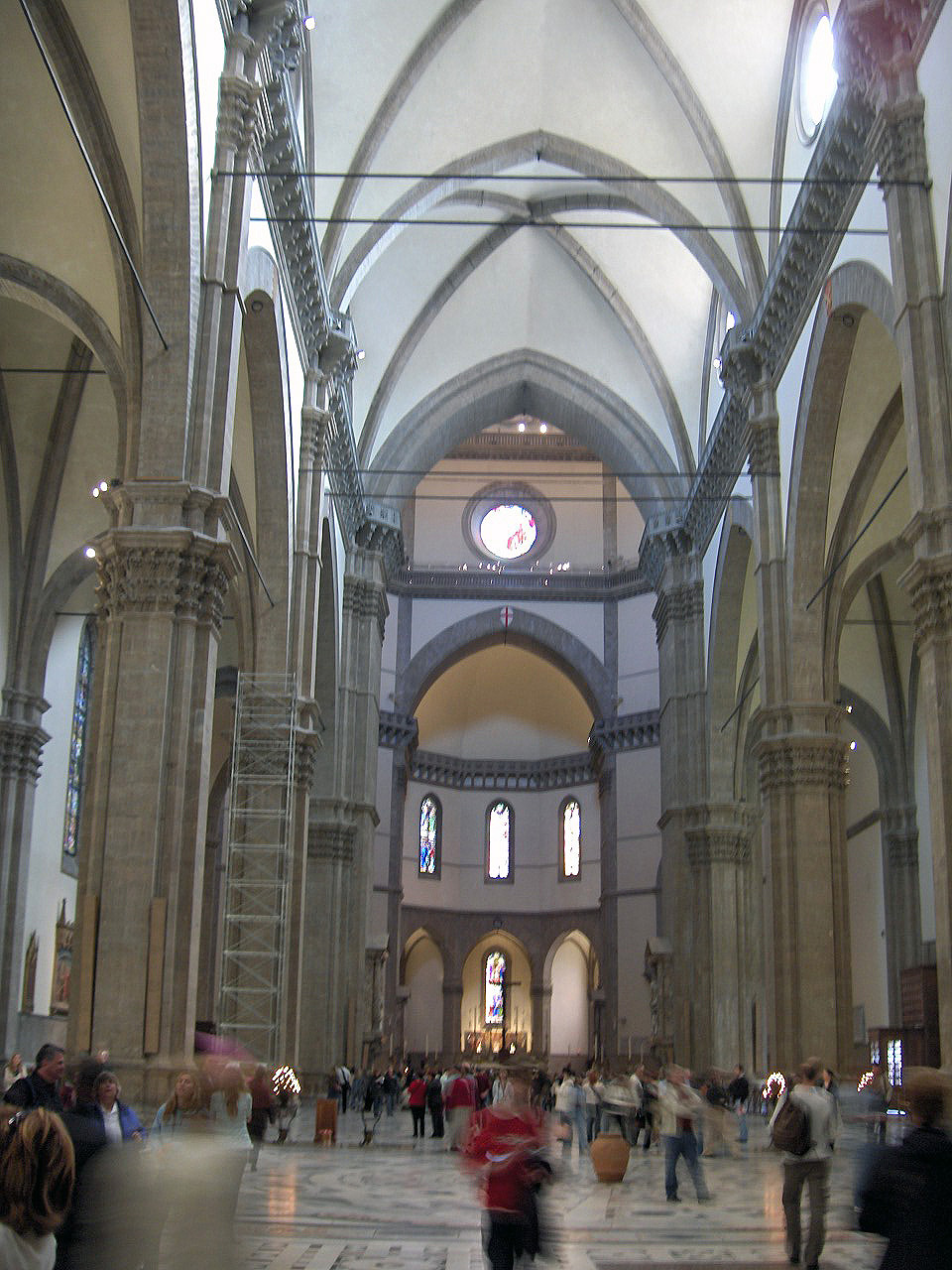
La nave central y el altar

La catedral presenta planta basilical clásica, con una nave central muy alta y ancha y dos naves laterales de menores dimensiones, formando una cruz latina. Las naves quedan separadas por anchos arcos ojivales con columnas compuestas, dividiendo la nave en cuatro tramos cuadrados.
Sus dimensiones son enormes: 153 m de largo por 130 m de ancho (de un lado a otro del transepto) y 107 m de alto desde la base hasta la cima de la cúpula. La altura de los arcos en los pasillos es de 23 m.
El interior es algo sombrío y da una impresión de vaciedad. La relativa desnudez de la iglesia corresponde a la austeridad de la vida religiosa, tal como la predicaba Girolamo Savonarola.
Muchas de las decoraciones de la iglesia se han perdido con el paso de tiempo o han sido trasladadas al Museo de la Opera del Duomo, como las magníficos "cantorías" (tribunas o púlpitos para los cantores) de Luca Della Robbia y Donatello.
Como la catedral fue construida con fondos públicos, algunos de los objetos de arte de esta iglesia están dedicados a las personas ilustres y líderes militares de Florencia.
- Dante y la Divina Comedia de Domenico di Michelino (1465). Esta pintura es especialmente interesante porque nos muestra, aparte de las escenas de la Divina Comedia, una vista de Florencia en 1465, una Florencia que Dante mismo no hubiera podido ver en su tiempo.
- La estatua ecuestre de Giovanni Acuto de Paolo Uccello (1436). Este fresco, casi unicolor, fue transferido a tela en el siglo XIX, está pintado en terra verde, el color más cercano a la pátina del bronce.
- La estatua ecuestre de Niccoló da Tolentino de Andrea del Castagno (1456). Este fresco transferido a tela en el siglo XIX, en el mismo estilo que el original, está pintado en un color semejante al mármol. Sin embargo está decorado más ricamente y da una mayor impresión de movimiento.

Ambos frescos representan a los condottieri como figuras cabalgando triunfalmente. Ambos pintores tuvieron problemas cuando aplicaban las nuevas reglas de perspectiva y acercamiento, usaron dos puntos de unidad, uno para el caballo y otro para el pedestal, en lugar de usar solo un punto de unificación.
- Bustos de Giotto (por Benedetto da Maiano), Brunelleschi (por Buggiano, 1447) Marsilio Ficino y Antonio Squarcialupi (famoso organista). Todos estos bustos son de los siglos XV y XVI.

Encima de la puerta mayor está la colosal fachada del reloj, con retratos al fresco de cuatro profetas o evangelistas pintados por Paolo Ucello (1443). Este litúrgico reloj con una sola aguja muestra las 24 horas de la hora itálica (el horario italiano), un período que termina con el ocaso a las 24 horas. Este horario fue usado hasta el siglo XVIII. Es uno de los pocos relojes de aquel tiempo que todavía existen y funcionan.
La iglesia es particularmente notable por sus 44 vitrales, el proyecto más grande de este tipo en Italia de los siglos XIV y XV. En las vidrieras de las naves y del transepto se representan figuras de santos del Antiguo y Nuevo Testamento, mientras que en el rosetón de la cúpula o encima de la entrada muestran a Cristo y María. Es el trabajo de los artistas florentinos más importantes de la época como Donatello, Lorenzo Ghiberti, Paolo Uccello y Andrea del Castagno.
Cristo coronando a María como Reina, vidriera redonda encima del reloj, con un rico caleidoscopio de colores, fue diseñada por Gaddo Gaddi a principios de 1300.
Donatello diseñó la vidriera de La Coronación de la Virgen en el tambor de la cúpula (la única que se puede ver desde la nave).
El precioso monumento funerario de Antonio d’Orso (1323), obispo de Florencia, fue hecho por Tino di Camaino, el escultor más importante de su tiempo.
La cruz monumental, situada detrás del trono episcopal, en el altar mayor, es de Benedetto da Maiano (1495-1497). El coro es obra de Bartolommeo Bandinelli. Las puertas de la sacristía, de diez paneles de bronce, fueron realizadas por Luca Della Robbia, de quien se conservan también dos trabajos en terracota vidriada dentro de la sacristía: Angel con candil y La Resurrección de Cristo.
Detrás del ábside central está el altar de San Zenobio, primer obispo de Florencia. El altar, una obra maestra de Ghiberti, contiene la urna con sus reliquias. Encima de este santuario está el cuadro de La Última Cena del menos conocido Giovanni di Balduccio. También había un panel-mosaico en pasta vidriada de San Zenobio, obra del miniaturista del siglo XVI Monte di Giovanni expuesto, actualmente, en el Museo de la Opera del Duomo.
Muchas decoraciones datan del siglo XVI, bajo el patronazgo de los Grandes Duques, como el pavimento coloreado en mármoles, atribuido a Baccio d'Agnolo y Francesco da Sangallo (1520-26). Algunas piezas del mármol de la fachada fueron usadas, boca abajo, en el pavimento (como se demostró en la restauración del mismo después de la inundación de 1966).

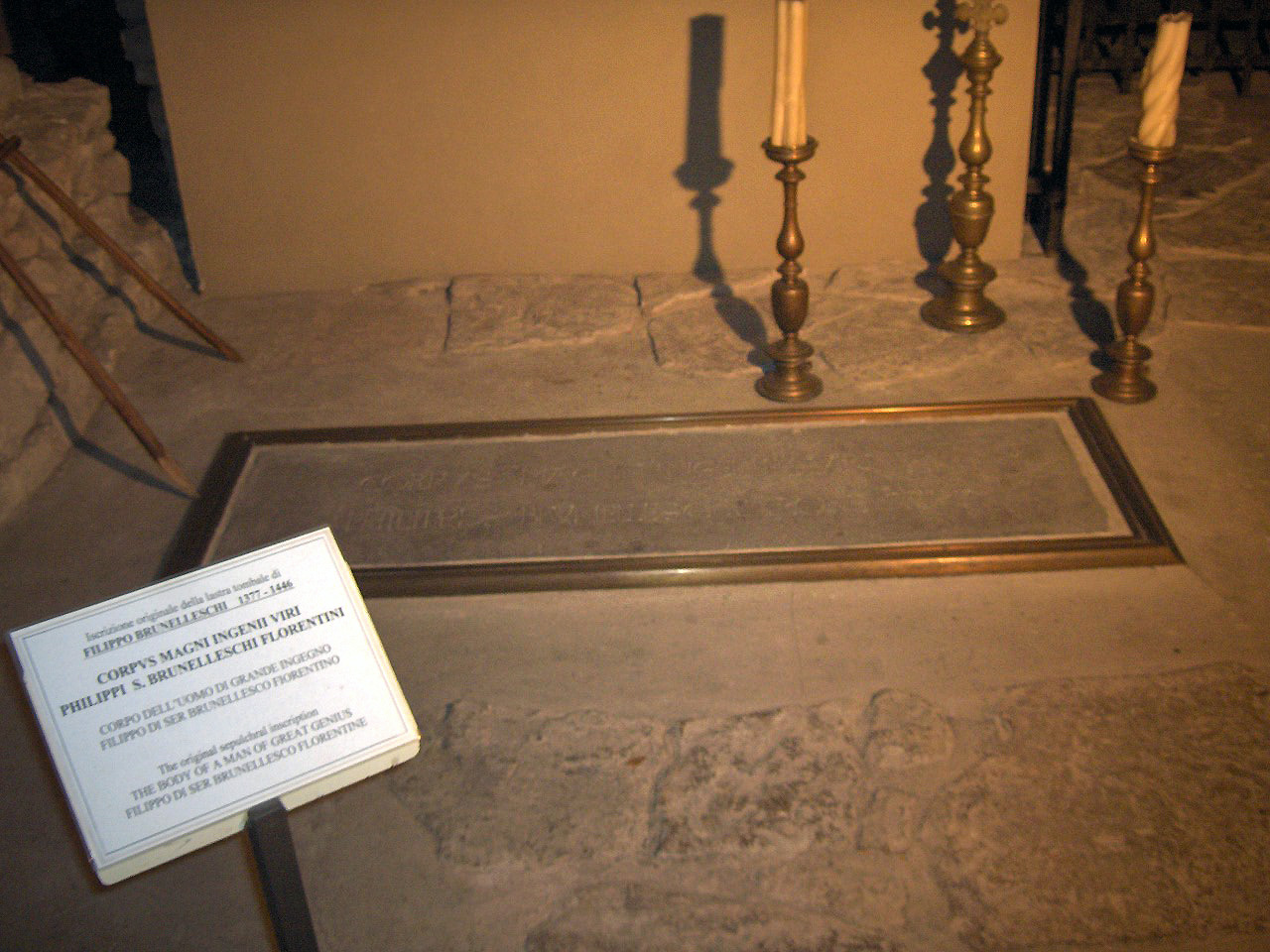
Tumba de Filippo Brunelleschi, en la cripta

En cuanto al interior de la cúpula, primero se sugirió que los 45 m de ancho fueran cubiertos con una decoración en mosaico para aprovechar al máximo la luz que entraba por los rosetones y a través de la linterna. Brunelleschi propuso que la bóveda brillara como oro resplandeciente, pero su muerte en 1446 puso fin a este proyecto y las paredes de la cúpula fueron enjalbegadas. Cosme I de Médicis decidió que la cúpula fuera pintada con una representación de El Juicio Final. Esta obra, de 3600 m² de superficie pintada, fue comenzada en 1568 por Giorgio Vasari y Federico Zuccaro y duraría hasta 1579. La parte superior, cerca de la linterna, representa a Los 24 Ancianos del Apocalipsis. Fue acabado por Vasari antes de su muerte en 1574. Federico Zuccaro y otros colaboradores, como Domenico Cresti, acabaron otras secciones: (de arriba hacia abajo) Coros de Ángeles, Cristo, María y los Santos, Virtudes, Dones del Espíritu Santo, y Beatitudes, y en la parte baja de la cúpula: Pecados Mortales e Infierno. Estos frescos están considerados como las mejores obras de Zuccaro. Pero la calidad de la obra es desigual debido a las colaboraciones de artistas varios que utilizaron diferentes técnicas. Vasari había usado pintura al fresco mientras que Zuccaro pintaba con pintura en seco.
El ambón fue realizado en el año 2014 por el japonés Etsuro Sotoo, escultor jefe del Templo Expiatorio de la Sagrada Familia, y fue inaugurado por el papa Francisco en 2015. Se trata de un elemento muy importante en toda catedral, ya que es donde se lee el evangelio. Con esta Obra, Sotoo pone punto final a la obra iniciada 7 siglos antes por la familia de Lorenzo de Medici.

### Cripta
Se llevaron a cabo laboriosas excavaciones en la catedral entre 1965 y 1974. Las bóvedas subterráneas fueron usadas para sepultar a los obispos florentinos a través de los siglos. La historia arqueológica de esta enorme área ha sido revelada: ruinas de casas romanas, un pavimento del cristianismo temprano, ruinas de la antigua catedral de Santa Reparata y ampliaciones sucesivas de dicha iglesia. Cerca de la entrada abierta al público está la tumba de Brunelleschi, como prueba del gran cariño que le profesaron los florentinos.